# 在日アルジェリア人
在日アルジェリア人（ざいにちアルジェリアじん、アラビア語: جزائريون في اليابان）は、日本に一定期間在住するアルジェリア国籍の人々である。

## 統計
日本の法務省の在留外国人統計によると、2018年6月末時点で在日アルジェリア人は229人である。
在留資格別（3位まで）
| 順位 | 在留資格                 | 人数 |
| ---- | ------------------------ | ---- |
| 1    | 永住者                   | 59   |
| 2    | 技術・人文知識・国際業務 | 51   |
| 3    | 家族滞在                 | 36   |

都道府県別（3位まで）
| 順位 | 都道府県 | 人数 |
| ---- | -------- | ---- |
| 1    | 東京     | 60   |
| 2    | 神奈川   | 45   |
| 3    | 兵庫     | 25   |